# Кайнарджа (квартал)
Вижте пояснителната страница за други значения на Кайнарджа.
„Кайнарджа“ (на турски: Kaynarca) е квартал в район „Пендик“ в Истанбул, Турция. Настоящият ръководител на Кайнарджа е Бирол Окай. Кайнарджа се намира между районите „Пендик“ и „Тузла“.

## Районна кандидатура на Кайнарджа
Населението на Пендик се е увеличило от 370 000 на 520 000 души и Пендик не е разделен в последния Закон за новите райони на Истанбул. Районите Султанбейли и Юмрание бяха разделени на много райони. Кайнарджа се кандидатира да бъде район (на турски: ilçe) на Истанбул. Дори по-голямата част от населението на Пендик произлиза от Кайнарджа. Известните части на Кайнарджа, които правят кандидатурата по-силна, са:
- Най-голямата държавна болница в Турция (Pendik Education and Research Hospital) е построена в Кайнарджа.
- Мястото на Формула 1 (Istanbul Park) е в Кайнарджа.
- Държавната болница SSK е в Кайнарджа.
- Най-големият арсенал на Турция е в Кайнарджа. Най-модерният военен кораб на Турция (Milgem F-511 TCG Heybeliada) се строи в Кайнарджа.
- 5-звездни хотели в Истанбул са в Кайнарджа (хотел Green Park и хотел Şahsuvaroğlu).
- Международното летище Сабиха Гьокчен, второто летище на Истанбул, е в Кайнарджа.
- Последната станция на системата на метрото Кадъкьой-Кайнарджа е в Кайнарджа.